# Un grand amour (chanson)
Pour les articles homonymes, voir Un grand amour.
Chansons représentant le Luxembourg au Concours Eurovision de la chanson
Amours mortes (tant de peine)
(1957) So laang we's du do bast
(1960)
Un grand amour est une chanson interprétée par la chanteuse belge Solange Berry et dirigée par Dolf van der Linden pour représenter le Luxembourg au Concours Eurovision de la chanson 1958 qui se déroulait à Hilversum, aux Pays-Bas.
Elle est intégralement interprétée en français, une des langues nationales, comme le veut la coutume avant 1966.
Il s'agit de la quatrième chanson interprétée lors de la soirée, après André Claveau qui représentait la France avec la chanson gagnante Dors, mon amour et avant Alice Babs qui représentait la Suède avec Lilla stjärna. À l'issue du vote, elle a obtenu 1 point, se classant 9e et dernière (à égalité avec Heel de wereld de Corry Brokken pour les Pays-Bas) sur 10 chansons,.
Dans la chanson, Berry chante sur l'inattendu d'un « grand amour ». Vers la fin de la chanson, cependant, elle chante à propos de la fin d'un tel amour, mais chante que ce n'est pas une mauvaise chose s'il est remplacé par l'amitié.
Le Luxembourg n'a pas participé au concours l'année suivante en 1959, en fait c'est la seule édition de l'Eurovision où le pays était absent depuis ses débuts en 1956 jusqu'en 1993. 